# Blackwood River
Der Blackwood River ist ein etwa 380 Kilometer langer Fluss im Südwesten des australischen Bundesstaates  Western Australia.

## Geografie
Er entsteht in der Darling Range aus dem Zusammenfluss von Arthur River und Balgarup River, fließt in nordwestlicher Richtung zum Kap Leeuwin und mündet dort in den Indischen Ozean, nachdem er die Stadt Augusta passiert hat.
Am Oberlauf fließt der Fluss durch landwirtschaftlich genutztes Gebiet, während der Mittellauf vorwiegend durch Wald verläuft. Am Unterlauf finden sich sowohl Landwirtschaft als auch Wälder, aber auch dichter besiedelte Gebiete.
Das Hardy Inlet, in das der Blackwood River mündet, besitzt eine Reihe von Inseln, darunter Molloy Island und Thomas Island. Die Mündung in den Südlichen Ozean bei Augusta hat sich in den vergangenen 100 Jahren mehrfach geschlossen und wieder geöffnet. Der Duke Head an ihrer Westseite kann als Bezugspunkt für diese Veränderungen dienen.

### Nebenflüsse mit Mündungshöhen
- Balgarup River – 215 m
- Arthur River – 215 m
- Haddleton Gully – 211 m
- Eulin Brook – 210 m
- Kitchanning Brook – 202 m
- Boree Gully – 200 m
- Four Mile Gully – 196 m
- Dinninup Brook – 196 m
- Boyup Brook – 190 m
- Gnowergerup Brook – 182 m
- Tweed River – 181 m
- Bull Creek – 165 m
- Ballajup Brook – 161 m
- Waterhole Gully – 160 m
- Savages Creek – 150 m
- Ti Tree Gully – 148 m
- Geegelup Brook – 139 m
- Hester Brook – 113 m
- Woljenup Creek – 113 m
- Maranup Brook – 113 m
- Gregory Brook – 110 m
- Camp Brook – 103 m
- Norilup Brook – 101 m
- Balingup Brook – 96 m
- Running Brook – 94 m
- Quonup Brook – 94 m
- Post and Rail Gully – 86 m
- Ellis Creek – 85 m
- Christmas Creek – 80 m
- Tanjannerup Creek – 76 m
- The Dry Brook – 74 m
- Pinch Gully – 73 m
- Long Gully – 72 m
- St. John Brook – 56 m
- McAtee Brook – 53 m
- Milyeannup Brook – 42 m
- Rosa Brook – 33 m
- Adelaide Brook – 24 m
- Chapman Brook – 13 m
- McLeod Creek – 8 m
- Scott River – 0 m[1]

## Geschichte
Der Blackwood River wurde von Captain, später: Admiral Sir, James Stirling als erstem Europäer 1827 entdeckt und nach Henry Blackwood benannt, unter dem Stirling in seiner Jugend zwei Jahre lang gedient hatte.
Historisch war der Fluss in den ersten Tagen der Swan River Colony sehr wichtig. In der letzten Zeit machte er eher im Konflikt der Ökologie der Augusta-Margaret-River-Region mit der Landnutzungsstrategie von sich reden.